# Ctenanthe
Genre
Classification phylogénétique
Ctenanthe est un genre de plantes monocotylédones de la famille des Marantaceae originaire d'Amérique du Sud. Il comprend environ 18 espèces de plantes herbacées vivaces. 
Quelques espèces sont cultivées comme plantes d'ornement.

## Liste d'espèces
- Ctenanthe amabilis
- Ctenanthe amphiandina
- Ctenanthe burle-marxii
- Ctenanthe casupoides
- Ctenanthe compressa
- Ctenanthe dasycarpa
- Ctenanthe ericae
- Ctenanthe glabra
- Ctenanthe dasycarpa
- Ctenanthe ericae
- Ctenanthe glabra
- Ctenanthe kummerana
- Ctenanthe kummeriana
- Ctenanthe lanceolata
- Ctenanthe lubbersiana
- Ctenanthe muelleri
- Ctenanthe oppenheimiana
- Ctenanthe setosa